# Michael Hui

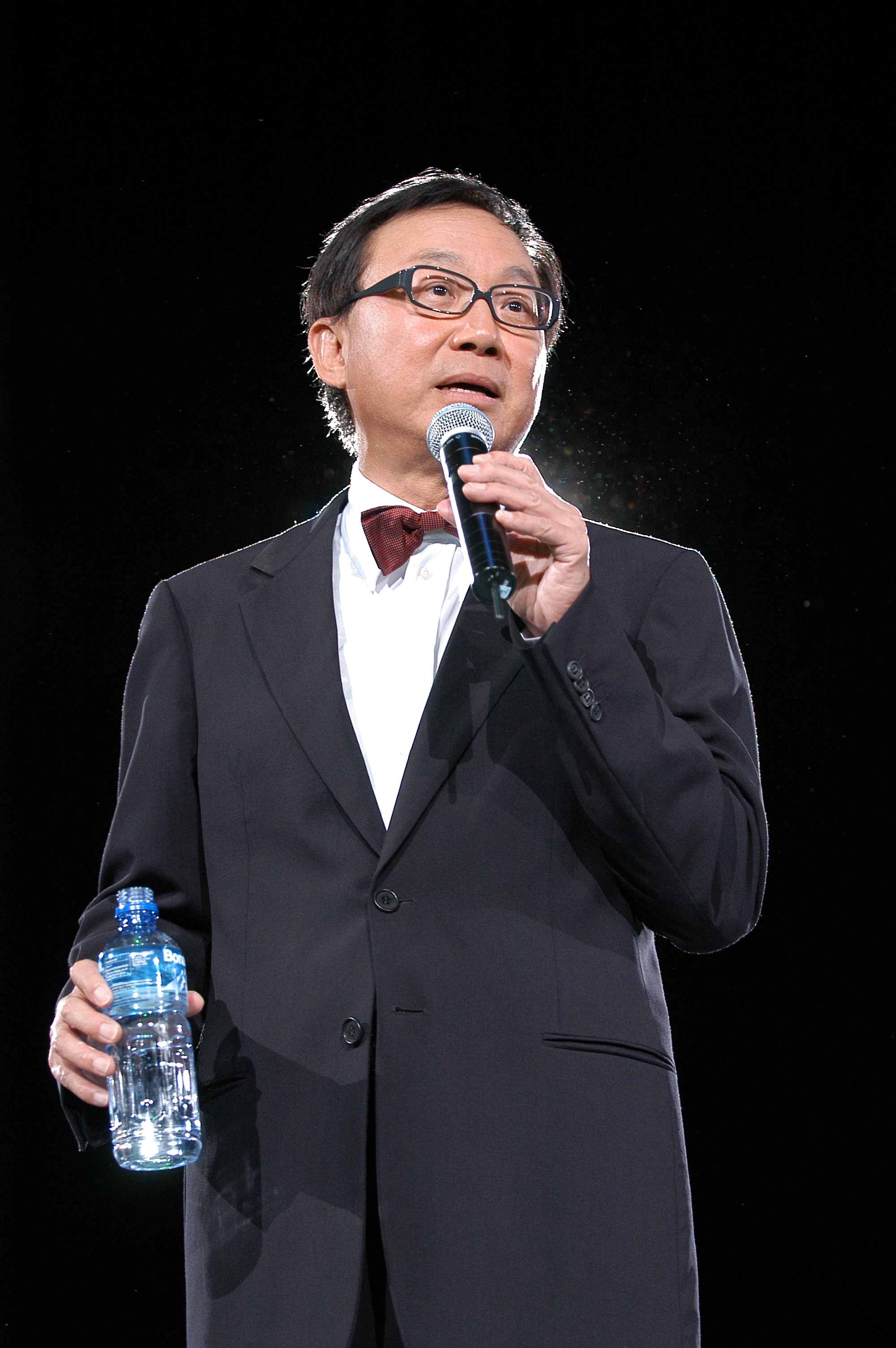
Michael Hui, Hongkong 2005

Michael Hui Koon-man (chinesisch 許冠文 / 许冠文, Pinyin Xǔ Guànwén, Jyutping Heoi2 Gun3man4, kantonesisch Hui Koon-man; * 3. September 1942 in Guangzhou, China) ist ein chinesischer Regisseur, Drehbuchautor, Komiker und Schauspieler.
Gemeinsam mit seinen Brüdern Sam Hui und Ricky Hui bildete er eine Komikertruppe im Stil der amerikanischen Marx Brothers.

## Werk
Michael Hui studierte an der La Salle Universität und erwarb einen Abschluss in Soziologie der Chinese University von Hongkong. 
Seine frühe Karriere begann er als Ansager bei dem Fernsehsender TVB, wo er Quizshows anmoderierte, was ihm zur Popularität verholfen hat. Danach startete er im Fernsehen mit der „Hui Brothers Show“ durch. Auch im Film machte er sich einen Namen: in „The Great Regime“ (aka The Warlord) spielte er 1972 seine erste Rolle. 1974 gründete er seine Filmfirma „Hui Film Company“ mit seinen Brüdern Ricky und Sam. In den frühen 1980ern trennten sich die drei Brüder offiziell als Trio, traten aber ab und an gemeinsam auf. Auf Video wurden die Filme der Brüder in Deutschland als „Mr.Boo“ - Reihe veröffentlicht.

## Privates
Hui ist verheiratet und hat zwei Kinder, drei Brüder – Stanley Hui, Ricky Hui, Sam Hui – und eine Schwester – Judy Hui.

## Filmografie (Auswahl)
- 1972: The Warlord
- 1974. Games Gamblers Play (mit Sam, Ricky & Michael)
- 1975: The Last Massage (mit Sam, Ricky & Michael)
- 1976: Mister Boo (Pan-chin pa-liang) (mit Sam, Ricky & Michael)
- 1978: Mr. Boo II – The Contract (The Contract) (mit Sam, Ricky & Michael)
- 1980: Auf dem Highway ist die Hölle los (The Cannonball Run)
- 1981: Security Unlimited (mit Sam, Ricky & Michael)
- 1984: Teppanyaki
- 1985: Mr. Boo meets Pom Pom
- 1986: Happy Ding Dong (mit Ricky & Michael)
- 1986: Inspector Chocolade (mit Ricky & Michael)
- 1988: Ente gut, alles gut (mit Sam, Ricky & Michael)
- 1989: Mr. Coconut (mit Ricky & Michael)
- 1990: Front Page (mit Sam, Ricky & Michael)
- 1992: The Magic Touch (mit Ricky & Michael)
- 2006: Rob-B-Hood (Bo bui gai wak)
- 2014: Delete Lovers
- 2016: Godspeed